# Lac Antanavo
Le lac Antanavo ou lac Antagnavo ou lac d'Anivorano est un lac de Madagascar situé à Anivorano-Nord, à 75 km au sud de la ville d'Antsiranana.

## Géographie

### Localisation
Le lac Antagnavo se trouve à 4 km à l'est du village d'Anivorano Nord, dans la région Diana, dans le nord de Madagascar.

### Hydrologie
C'est un lac d'eau douce, La réserve d'eau y est stable presque toute l'année pendant plusieurs décennies.

## Faune et flore
Il abrite des crocodiles, des oiseaux et des variétés de poissons. À ses alentours, il y a une forêt naturelle habitée notamment par des lémuriens et des reptiles ; il est bordé de roselières.

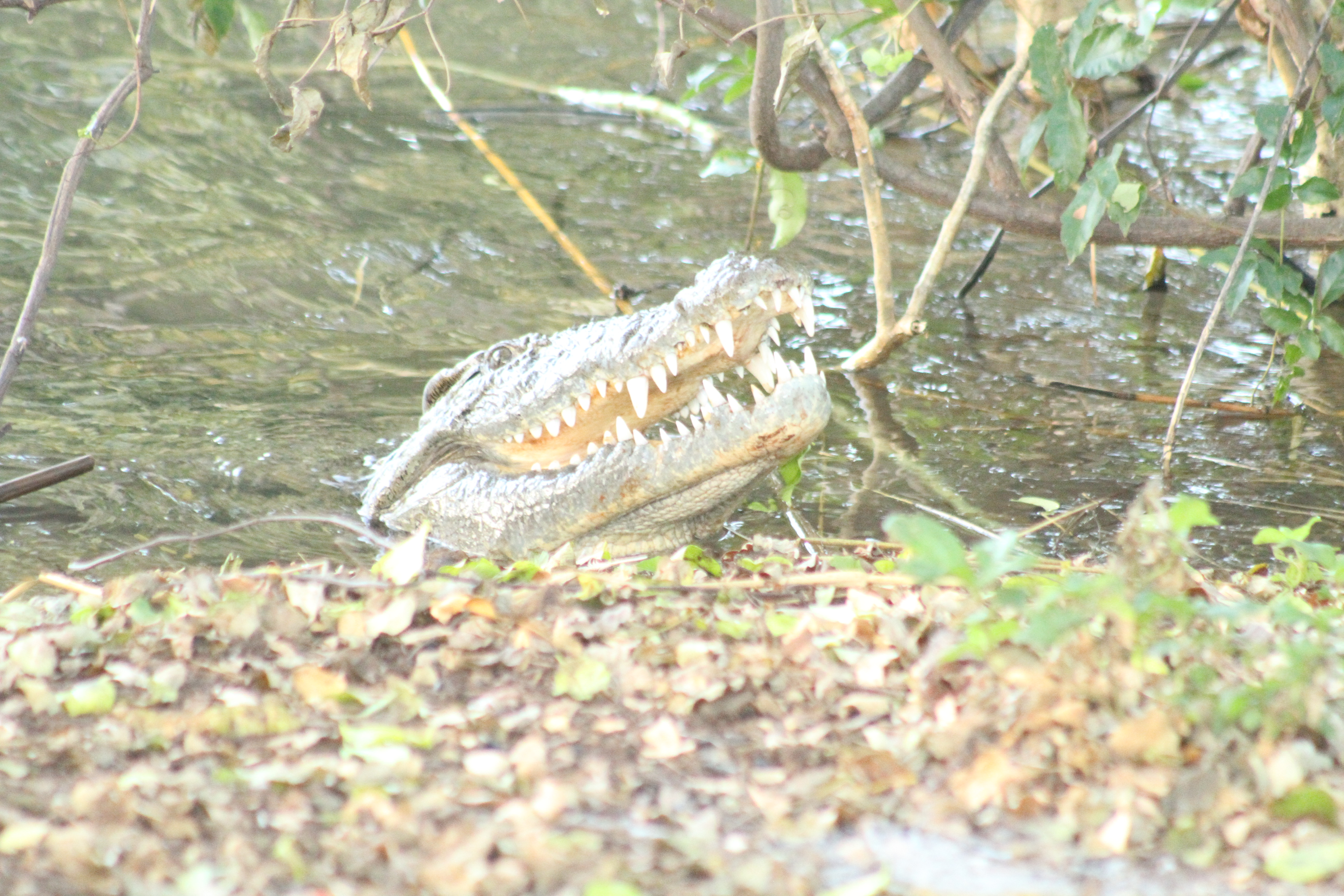
Crocodile d'Antagnavo.
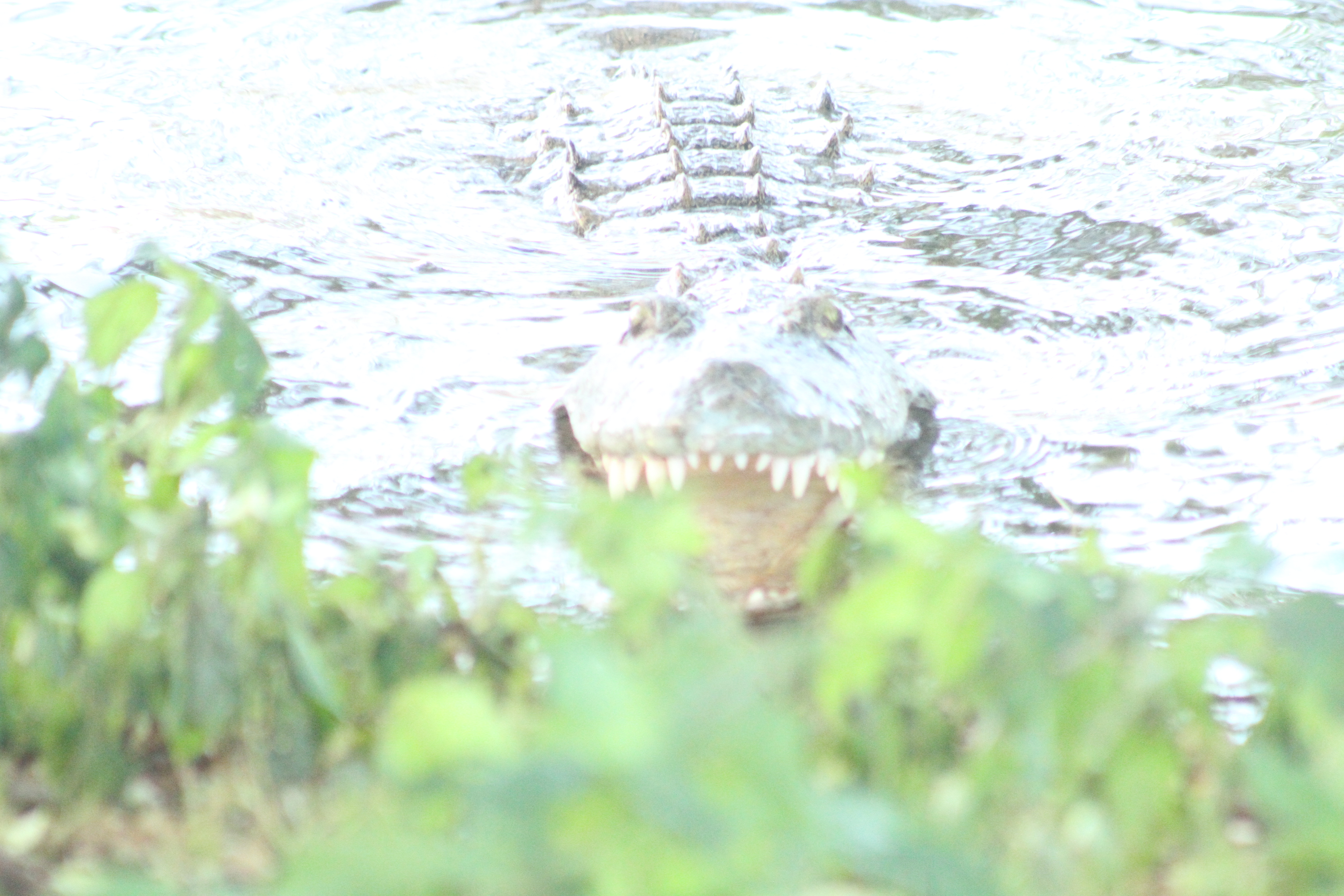
Crocodile du lac Antagnavo.

## Culture et religion

### Légendes
Selon la légende, jadis un voyageur venant du Sud-est est passé dans le village, assoiffé il demanda de l'eau aux villageois mais aucun ne lui en a donné sauf une vieille dame habitant avec son petit-fils. Il remercia la femme et a maudit le village « puisque vous n'avez pas d'eau, vous aurez de l'eau ». Le soir même le petit-fils de la vieille dame tomba malade, elle a dû quitter le village en quête de guérisseur. Après leur départ, une forte pluie a englouti le village et tous les habitants sont devenus des crocodiles,.

### Lac sacré
Le lac sacré, où résident des nombreux crocodiles, est un lieu de culte des ancêtres, les gens demandent de la bénédiction et remercient leurs ancêtres pour les bonnes choses acquises en offrant de la viande aux crocodiles. C'est un site touristique protégé grâce aux tabous (fady). Comme c'est un lac sacré, il est formellement interdit de s'y baigner, d'y cracher, d'y satisfaire ses besoins naturels et d'y naviguer (en plus c'est dangereux car il abrite de nombreux crocodiles), personne n'a le droit de vendre les poissons pêchés dans le lac.